# 代数多様体
代数多様体（だいすうたようたい、algebraic variety）は、最も簡略に言えば、多変数多項式からなる連立方程式の解集合として定義される図形である。代数幾何学の最も主要な研究対象であり、デカルトによる座標平面上の解析幾何学の導入以来、多くの数学者が研究してきた数学的対象である。主にイタリア学派による射影幾何学的代数多様体、代数関数論およびその高次元化に当たるザリスキおよびヴェイユによる付値論的抽象代数多様体などの基礎付けがあたえられたが、20世紀後半以降はより多様体論的な観点に立脚したスキーム論による基礎付けを用いるのが通常である。
本項では、スキーム論的な観点に立ちつつ、スキーム論を直接用いず代数多様体を定義しその性質について述べる。また議論を簡潔にするため、特に断らない限り体 k は代数的閉体であると仮定する（体 k が代数的閉であるという条件を除去するために必要な考察についてはスキーム論へ向けてを参照）。

## 概説
最も初等的に定義される代数多様体は、アフィン代数多様体である。代数的閉体 k 上の n 次元のアフィン空間 {\displaystyle \mathbb {A} _{k}^{n}} をここでは、ベクトル空間 kn の点全体とする。k を係数にもつ有限個の n 変数多項式系 f = (fi(x1, ..., xn) | i = 1, 2, ..., r) に対して、それが定めるアフィン代数的集合 V(f) を
{\displaystyle V(\mathbf {f} )=\{(a_{1},\ldots ,a_{n})\in \mathbb {A} _{k}^{n}\mid f_{i}(a_{1},\ldots ,a_{n})=0\;(\forall i)\}}
で定義する。アフィン代数的集合 V が V に真に含まれるアフィン代数的集合の和集合として書けないとき、V は既約であるといい、既約なアフィン代数的集合をアフィン代数多様体という。
k を実数体 R や複素数体 C とした場合、アフィン空間はユークリッド空間になるので、アフィン代数多様体はその閉集合となり、普通の意味での位相空間となる。平面 {\displaystyle \mathbb {A} _{\mathbb {C} }^{2}} 上、１つの多項式 F(x1, x2) で定義されたアフィン代数多様体を平面曲線というが、平面曲線は微分が消えていない点のまわりでは通常の意味での多様体（C 上ならばリーマン面）になっている（陰関数定理）。しかし、この位相空間は一般にコンパクトにならない。平面曲線の場合、方程式 f(x1, x2) = 0 から定まる代数関数 (algebraic function) は、解析接続およびリーマンの除去可能特異点定理により、この平面曲線から有限個の点（特異点）を取り除きコンパクト化したリーマン面 S 上の有理型関数としてとらえられ、代数関数全体のなす体、つまり1変数の有理関数体の f による拡大体 K = C(x1)[x2]/(f) は、このコンパクトリーマン面 S の有理型関数全体のなす体 M(S) と自然に同形になる。更に、コンパクトなリーマン面 S の同型類はその上の有理型関数体 M(S) と1対1に対応している。
この代数関数論から、より高次元の代数多様体を考えるにあたっては代数多様体としてはコンパクトなものを考え、その上の関数としては有理型関数あるいはコンパクトなもの同士の間の正則写像を考えると都合が良い、という教訓が得られる。この要請を満たす代数多様体は射影空間の中で定義される射影代数多様体として実現できる。
体 k 上の射影空間 {\displaystyle \mathbb {P} _{k}^{n}} は n + 1 個の k の元の比 [a0 : a1 : ... : an] 全体の集合である。斉次多項式（含まれる単項式の次数が全て同じ）F(x0 , x1, ..., xn) はその次数が d なら、0 でない定数 t に対して、F(t.x0, t.x1, ..., t.xn) = td.  F(x0, x1, ..., xn) となるので、射影空間の点 [a0 : a1 : ... : an] に対して、F(a0, a1, ..., an) = 0 となるかどうかは点を表す斉次座標の表示の仕方（定数倍の差異）に拠らずに定まっている。そこで、有限個の (n + 1)-変数斉次多項式系 F = (Fi | i = 0, ..., r) に対して射影代数的集合 Vh(F) を
{\displaystyle V_{h}(\mathbf {F} )=\{[a_{0}:\cdots :a_{n}]\in \mathbb {P} _{k}^{n}\mid F_{i}(a_{0},\ldots ,a_{n})=0\;(\forall i)\}}
で定義できる。アフィン代数多様体の場合と同様に、真に含まれる射影代数的集合の和として書けない射影代数的集合を射影代数多様体と呼ぶ。 射影代数多様体 X = Vh(F) に対して、その関数体 k(X) を、環
{\displaystyle A_{0}=k[x_{1},\ldots ,x_{n}]/(F_{0}(1,x_{1},\ldots ,x_{n}),\ldots ,F_{r}(1,x_{1},\ldots ,x_{n}))}
の商体として定義すると代数関数の場合の適切な一般化になっている。
ここで、{\displaystyle \mathbb {P} _{\mathbb {C} }^{2}} に、方程式 {\displaystyle x_{0}^{2}-x_{1}^{2}-x_{2}^{2}=0} が定める射影代数多様体を X とすると、その関数体 C(X) は {\displaystyle \mathbb {C} (x_{1})[x_{2}]/(x_{1}^{2}+x_{2}^{2}-1)} となる。これは対応
{\displaystyle t\mapsto (x_{1},x_{2})=\left({\frac {1-t^{2}}{1+t^{2}}},{\frac {2t}{1+t^{2}}}\right)}
によって、1変数有理関数体 C(t) と同型になる。C(t) は射影直線 {\displaystyle \mathbb {P} _{\mathbb {C} }^{1}} の関数体にほかならないので、この X と {\displaystyle \mathbb {P} _{\mathbb {C} }^{1}} は本質的に同じ図形と見なされるべきである。更に {\displaystyle Y\subset \mathbb {P} _{\mathbb {C} }^{2}} を {\displaystyle x_{0}x_{2}^{2}-x_{1}^{3}-x_{0}x_{1}^{2}=0} で定めると、関数体 C(Y) は {\displaystyle \mathbb {C} (x_{1})[x_{2}]/(x_{2}^{2}-x_{1}^{3}-x_{1}^{2})} で与えられるけれども対応
{\displaystyle t\mapsto (x_{1},x_{2})=(t^{2}-1,t(t^{2}-1))} によってこれも1変数有理関数体 C(t) と同型になる。
この例で、X の場合は点集合として {\displaystyle \mathbb {P} _{\mathbb {C} }^{1}} と自然な1対1の対応があるので、「同じ」代数多様体として見なすべきである。射影代数多様体はその定義からつねに、「入れ物」の射影空間があって初めて定義されるが、多様体そのものの内在的性質を知るには入れ物によらない定義が必要である。これが、一般の代数多様体をアフィン代数多様体の貼り合わせとして定義し、それらの間の（代数的な意味での）正則同型（より一般に正則写像）を考える考え方へと導く。
一方で、Y の場合は、点集合としてさえ {\displaystyle \mathbb {P} _{\mathbb {C} }^{1}} と自然な1対1対応ができないので、代数多様体として同一視する事が出来ない。このように一般に代数多様体として同一視できない（正則同型でない）2つの代数多様体が、同型な関数体を持つときがあるが、このとき、2つの代数多様体は双有理同値であるという。高次元代数幾何においてはこの双有理同値の概念は不可避でありまた非常に重要でもある。

## アフィン代数多様体の座標環とヒルベルトの零点定理
本節の内容については体上有限生成環の理論も参照。
「概説」の節で述べたアフィン代数多様体の定義を、多項式環のイデアルの観点から整理すると以下のようになる。多項式環 k[x1, ..., xn] の任意のイデアル I に対して V(I) を
{\displaystyle V(I)=\{(a_{1},\ldots ,a_{n})\in \mathbb {A} _{k}^{n}\mid f(a_{1},\ldots ,a_{n})=0,\;(\forall f\in I)\}}
で定める。ヒルベルトの基底定理によれば、体上の多項式環はネーター環であるので、任意のイデアル I は有限生成であり、 V(I) は既述の意味でのアフィン代数的集合になる。いま、
(Z1) {\displaystyle V(0)=\mathbb {A} _{k}^{n},\quad V(k[x_{1},\ldots ,x_{n}])=\emptyset }
(Z2) {\displaystyle V(I)\cup V(J)=V(IJ)}
(Z3) {\displaystyle \bigcap _{\lambda \in \Lambda }V(I_{\lambda })=V\!\left(\sum _{\lambda \in \Lambda }I_{\lambda }\right)}
となることは容易に確認できる。これは、アフィン空間 {\displaystyle \mathbb {A} _{k}^{n}} には、代数的集合を閉集合とする位相空間の構造が入る事を意味している。このようにして定まるアフィン空間の位相をザリスキー位相という。
アフィン代数的集合 V は、真の部分閉集合 V1, V2 を用いて {\displaystyle V=V_{1}\cup V_{2}} と書けるとき可約 (reducible) といい、可約でない代数的集合を 既約 (irreducible) であるという。空間としてのアフィン代数多様体は既約な代数的集合として定義されることは前節でも述べた。アフィン代数的集合（特に、アフィン代数多様体）にはアフィン空間の部分空間としての位相を入れる。
対応 I → V(I) は、多項式環のイデアルに対して代数的集合を対応させる対応であったが、逆にアフィン空間 {\displaystyle \mathbb {A} _{k}^{n}} の部分集合 S が与えられたときに、
{\displaystyle I(S)=\{f\in k[x_{1},\ldots ,x_{n}]\mid f(a_{1},\ldots ,a_{n})=0,\quad \forall (a_{1},\ldots ,a_{n})\in S\}}
は多項式環のイデアルになる。代数的集合 V に対しては、自明な理由により V(I(V)) = V が成り立つ。一方、イデアル I に対して I(V(I)) は一般に I より大きなイデアルになる。ヒルベルトの零点定理 (Nullstellensatz) によれば、代数的閉体 k 上の多項式環の任意の極大イデアル m は、アフィン空間の点 p = (a1, ..., an) を用いて
{\displaystyle m=(x_{1}-a_{1},\ldots ,x_{n}-a_{n})=I(\{p\})}
の形に書ける。すなわち、代数的閉体上の多項式環の極大イデアルは、アフィン空間上の点全体と1対1に対応している。零点定理によれば、イデアル I が 1 を含む、すなわち多項式環全体にならない限り V(I) は空集合にならない。このことから
{\displaystyle I(V(I))={\sqrt {I}}}
がわかる（体上有限生成環の理論参照）。従って、アフィン空間 {\displaystyle \mathbb {A} _{k}^{n}} の代数的集合は根基イデアル I、すなわち {\displaystyle {\sqrt {I}}=I} を満たすイデアル I と1対1の対応にある。このことからアフィン代数多様体は多項式環の素イデアルと1対1に対応している事がわかる。
アフィン空間 {\displaystyle \mathbb {A} _{k}^{n}} 上で定義された「代数的な関数」として相応しいものが多項式であると考えると、アフィン代数的集合 V 上の関数は剰余環 A(V) = k[x1, ..., xn]/I(V) の元と思える。この環 A(V) をアフィン代数的集合 V の座標環 (coordinate ring) といい、その元を V 上の正則関数 (regular function) と呼ぶ。V が代数多様体、すなわち既約な代数的集合であれば I(V) は素イデアルであるので、A(V) は体 k 上有限生成な整域になる。従って、アフィン代数多様体は、体上有限生成な整域と1対1の対応関係にある。

## アフィン代数多様体の射
アフィン代数多様体 V, W の間の射は、多変数解析の場合と同様、V 上の正則関数の組で与えるのが自然である。すなわち、アフィン代数多様体 V から {\displaystyle \mathbb {A} _{k}^{m}} への射 {\displaystyle g\colon V\to \mathbb {A} _{k}^{m}} を {\displaystyle g_{i}\in A(V)\;(i=1,\ldots ,m)} を用いて
{\displaystyle V\ni a\mapsto (g_{1}(a),\ldots ,g_{m}(a))\in \mathbb {A} _{k}^{m}}
で定める。W が {\displaystyle \mathbb {A} _{k}^{m}} の中で定義されるアフィン代数多様体であり、g の像が W に含まれるとき、g は射 g: V → W を定めるという。射 g: V → W が与えられると、関数の合成によって、座標環の間の準同型写像
{\displaystyle g^{*}\colon A(W)\to A(V);\quad g^{*}(f(y_{1},\ldots ,y_{m}))=f(g_{1}(x_{1},\ldots ,x_{n}),\ldots ,g_{m}(x_{1},\ldots ,x_{n}))}
が定まる。逆に k 代数の準同型 φ: A(W) → A(V) が与えられたとき、合成
{\displaystyle k[y_{1},\ldots ,y_{m}]\to A(W){\overset {\phi }{\to }}A(V)}
による、yi の像を gi とすると、g = (g1, ..., gm) は、アフィン代数多様体の射 g: V → W を定める。アフィン代数多様体の同型 {\displaystyle V\cong W} を、射 g: V → W および  h: W → V が存在して h ◦ g = idV, g ◦ h = idW  が成り立つ事と定義すると、誘導される座標環の間の準同型 g* も同型になる。逆に、座標環の間の同型 φ があれば、アフィン代数多様体の同型 g が存在して φ = g* となる。従って、アフィン代数多様体の同型類は k 上有限生成な整域の同型類と1対1に対応している。 

## 一般の代数多様体
一般の代数多様体は、普通の多様体と同様、アフィン代数多様体の貼り合わせとして定義される。貼り合わせを定義するために、アフィン代数多様体の開集合について少し述べる。
アフィン空間 {\displaystyle \mathbb {A} _{k}^{n}} の中で定義されるアフィン代数多様体 V = V(P) （P は多項式環の素イデアル）の閉部分集合は、P を含むイデアル I を用いて V(I) で与えられる。従って、V の開集合は、DV(I) = V {\displaystyle \setminus } V(I) と書ける。特に、I = P + (f) と書けるイデアル、すなわち、I が P と f で生成されたイデアルのとき、DV(I) を DV(f) と書く事にする。f が P に含まれない元を動くとき、上述 (Z3) によって
{\displaystyle D_{V}(I)=\bigcup _{f\in I}D_{V}(f)}
となるので、DV(f) は V の位相の基底になる。更に、Vf をひとつ次元の大きいアフィン空間 {\displaystyle \mathbb {A} _{k}^{n+1}} の中で、イデアル I + (xn+1 . f − 1) で定義されるアフィン代数多様体とすると、自然な射影 (x1, ..., xn, xn+1 ) →  (x1, ..., xn) は同相写像 Vf → DV(f) を与える。そこで、 DV(f) を Vf と同一視して、アフィン代数多様体と見なす事にする。A(Vf) は A(V)[f−1] であるので、A(Vf) ⊃ A(V) である。
位相空間 X が既約であるとは、真の閉部分集合 X1 , X2 を用いて {\displaystyle X=X_{1}\cup X_{2}} とかけないことを言う。既約な位相空間 X は連結である。また、既約な位相空間 X の空でない開集合 U は稠密である。
既約な位相空間 X が代数多様体である（代数多様体の構造を持つ）とは、
1. X の 有限開被覆 {\displaystyle X=\bigcup _{i\in I}U_{i}} がある。
2. アフィン代数多様体 Vi および、同相写像 αi : Ui → Vi がある。
3. 任意の i, j の組と、{\displaystyle V_{ij}=\alpha _{i}(U_{i}\cap U_{j})\subset V_{i}} に含まれる任意のアフィン開部分多様体 {\displaystyle D_{V_{i}}(f)} に対して、{\displaystyle \alpha _{j}\circ \alpha _{i}^{-1}:D_{V_{i}}(f)\to V_{j}} はアフィン代数多様体の射（の下にある連続写像）である。

ことと定義する。アフィン代数多様体 W から 代数多様体 X への連続写像 f: W → X は {\displaystyle W_{i}=f^{-1}(U_{i})} に含まれる任意のアフィン開部分多様体 DW ( g ) に対して、合成写像 {\displaystyle \alpha _{i}\circ f_{|D_{W}(g)}:D_{W}(g)\to V_{i}} がアフィン代数多様体の射になるとき、代数多様体の射であるという。一般の代数多様体の間の連続写像 f: X → Y は、 {\displaystyle f\circ \alpha ^{-1}:V_{i}\to Y} が（アフィン代数多様体を定義域としてもつ）代数多様体の射になるとき、代数多様体の射であるという。代数多様体の間の同型の概念もアフィン代数多様体の場合と同じく、明らかな方法で定義される。
代数多様体の開部分集合は代数多様体になる。これを開部分多様体という。代数多様体の既約な閉部分集合は代数多様体になる。これを閉部分多様体という。

## 準射影代数多様体
本節の内容については射影代数多様体も参照。
アフィン代数多様体でない代数多様体の最も初歩的で重要な例が射影空間 {\displaystyle \mathbb {P} _{k}^{n}} である（射影空間の多様体の構造を参照）。射影空間には、アフィン空間の場合と同様に射影代数的集合を閉集合とする位相が入り、「概説」の節で定義された射影代数多様体にはここから誘導される位相を入れる（ザリスキー位相）。{\displaystyle \mathbb {P} _{k}^{n}} の斉次座標　[x0 : x1 : ... : xn] に関して、斉次多項式系 F = (Fi | i = 0, ..., r) で定義された射影代数多様体 Vh(F) を {\displaystyle \mathbb {A} _{k}^{n}} と同一視できるアフィン開集合 Uj : xj ≠ 0 へ制限したものは、{\displaystyle \mathbb {A} _{k}^{n}} で fi(y1, ..., yn) = Fi(y1, ..., 1, ..., yn)（j 番目の変数には 1 を代入）で与えられる方程式系で定義されるアフィン代数多様体と同一視できる。つまり、射影代数多様体は前節の意味での代数多様体になっている。 
もう一つの重要な代数多様体の例は、アフィン空間の開集合 {\displaystyle \mathbb {A} _{k}^{n}\backslash \{0\}}である（ただし n ≥ 2）。これはアフィン代数多様体の開集合であるから前節の意味での代数多様体になる。しかし、これはアフィン代数多様体にはならない。
より一般に射影代数多様体の開部分多様体を準射影代数多様体 (quasi-projective algebraic variety) と呼ぶ。アフィン代数多様体は準射影代数多様体である。

## スキーム論へ向けて
上の節一般の代数多様体で与えた定義は自然ではあるが、いくつか不満足な点がある。
ひとつは、定義に現れたアフィン代数多様体による「代数的チャート」の定義である。多様体の場合とは異なり、アフィン代数多様体と同相な2つの開集合の交わりでの貼り合わせを、そこに含まれる任意のアフィン開部分多様体に制限して定義しなければならなかった。これは、前節でも出てきたアフィン代数多様体の開部分集合でアフィン代数多様体にはならないものを定義域に持つ代数多様体の射が直接定義できない事に起因している（代数多様体上の正則関数（多項式関数）の定義の先天的非局所性）。シャファレビッチの本の第1巻（参考文献参照）では、この煩雑さを回避するために準射影代数多様体をそこで定義される代数多様体の最も広いクラスとして取っている。確かに準射影代数多様体はアフィン代数多様体を含む代数多様体の広いクラスであるが、モイシェゾン多様体のように、準射影代数多様体にならない重要な代数多様体が存在する事から、抽象的な貼り合わせによる代数多様体の定義は避けて通る事が出来ない。
もう一つは、代数多様体を定義する体 k の取り方である。上記の議論では常に k は代数的に閉を仮定してきた。これは、ヒルベルトの零点定理が理論の構成の鍵になっていたからである。例えば、実数体上のアフィン平面 {\displaystyle \mathbb {A} _{\mathbb {R} }^{2}} で、多項式 {\displaystyle f(x_{1},x_{2})=x_{1}^{2}+x_{2}^{2}+1} で定義されるアフィン代数的集合 V = V(f) は空集合である。従って、I(V) は多項式環全体となり、座標環は 0-環になってしまう。しかし、方程式を定数 t によって {\displaystyle f(x_{1},x_{2})=x_{1}^{2}+x_{2}^{2}+t} と変形すると、t が負ならば A(V) = k[x1, x2]/(f) が成り立つので、代数的観点から見て、t が正の時も座標環 A(V) は k[x1, x2]/(f) なるべきである。これは、ヒルベルトの零点定理が成り立たないために起こる現象である。代数的閉でない体上では、「方程式の性質を十分に反映するには点が不足している」のである。
もう一度 k が代数的閉体である状況に戻ってアフィン代数多様体について反省すると、ヒルベルトの零点定理は、多項式の連立方程式系で定まる点集合の幾何学的（集合論的）情報は、その多項式系が生成するイデアルから定まる座標環の環論的情報と等価（圏同値）であることを意味している。代数的閉でない体上では「点が足りない」ために点集合としての代数的集合は十分な情報を持たないが、座標環は純代数的に定義できるので、体が代数的閉であるか否かにかかわらず多項式系の情報を正しく反映する。
以上のような状況から、グロタンディークは、点集合としての代数的集合を環のスペクトラムとよばれる、環の素イデアル全体のなす位相空間に置き換えることによって、閉体上の有限生成整域だけでなく、任意の可換環に対して代数幾何学の対象となりうる図形を定義した（アフィンスキーム）。一般のスキームはアフィンスキームの貼り合わせとして定義される。アフィンスキーム上の関数（すなわちもとの可換環の元）はアプリオリには局所的に定義されたものではないが、局所化の理論を用いて可換環の層を対応させ、アフィンスキームの貼り合わせである一般のスキームを環付き空間として定義する多変数複素解析のアイデアが用いられた。このことにより、代数幾何学の幾何学的アイデアが整数論の問題にまで（原理的には）直接適用可能になるなど、代数幾何の応用範囲が大きく広がる事となった。詳しくは概型の項を参照。
スキーム論的な言語では、代数多様体とは（代数的閉とは限らない）「体 k 上の既約で被約な有限型スキーム」と定義される。代数多様体の性質を調べるにあたっては、代数的閉体 k 上の代数多様体を考える場合でさえも、今日ではスキーム論の枠組み・概念を用いるのが最も効率的であると信じられており、また、しばしば本質的でさえある。

## 代数多様体の積・分離性・固有性
2つの代数多様体 X, Y に対して、代数多様体 Z と射 p: Z → X, q: Z → Y の組が X, Y の積多様体 (product variety) であるとは、任意の代数多様体からの射 f: W → X および g: W → Y に対して、射 h: W → Z がただひとつ存在して f = p ◦ h, g = q ◦ h と書けることを言う。積多様体は存在すれば同型の差を除いて一意的であるので、これを X × Y と表す。
積多様体 X × Y は、存在すれば点集合としては X と Y の積集合に一致する。以下では、この積集合に自然な代数多様体の構造が入ることを説明する。
2つのアフィン空間 {\displaystyle \mathbb {A} _{k}^{n}}, {\displaystyle \mathbb {A} _{k}^{m}} の積多様体は、{\displaystyle \mathbb {A} _{k}^{n+m}} とそこからの自然な射影によって与えられる。{\displaystyle \mathbb {A} _{k}^{n+m}}の位相は{\displaystyle \mathbb {A} _{k}^{n}}, {\displaystyle \mathbb {A} _{k}^{m}} の積位相ではないことには注意が必要である。アフィン代数多様体 {\displaystyle V\subset \mathbb {A} _{k}^{n}}, {\displaystyle W\subset \mathbb {A} _{k}^{m}} に対しては、イデアル I(V) + I(W) ⊂ k[x1, ..., xn, y1, ..., ym] で定義される {\displaystyle \mathbb {A} _{k}^{n+m}} の中のアフィン代数多様体が積多様体 V × W を与える。一般の代数多様体は、有限個のアフィン代数多様体の和集合として、{\displaystyle X=\bigcup U_{i}}, {\displaystyle Y=\bigcup V_{j}} と書ける。そこで、集合 X × Y に アフィン代数多様体 Ui × Vj の貼り合わせとして代数多様体の構造を入れることができ、これが X と Y の積多様体を与えていることが証明できる。
積多様体の定義より、任意の代数多様体 X に対して、対角写像 Δ: X → X × X が {\displaystyle x\mapsto (x,x)} で定義される。対角写像の像 Δ(X) が X × X の閉集合になるとき、X は分離的 (separated) であるという。分離的な代数多様体の部分多様体は分離的である。2つの分離的な代数多様体の積多様体も分離的である。アフィン代数多様体は分離的である。また、射影代数多様体は分離的である。従って、準射影代数多様体は分離的である。
また、任意の代数多様体 Y に対して、射影 X × Y → Y による任意の閉集合の像が閉集合になるとき、分離的な代数多様体 X は完備 (complete)、または k 上固有 (proper over k) であるという。固有な代数多様体の閉部分多様体はまた固有である。2つの固有な代数多様体の積も固有である。射影空間は固有である（消去法 (elimination theory) の基本定理）。従って、射影代数多様体は固有である。
代数多様体はザリスキー位相を持っているので、位相空間論の意味で分離的（ハウスドルフ的）ではあり得ない。上に述べた分離性、固有性は、位相空間論で言うところの、ハウスドルフ性、およびコンパクト性の代数多様体のコンテクストでの正しいアナロジーである。

## 関数体と有理写像
X を代数多様体とし、U1, U2 をそのアフィン開部分多様体とすると、もう一つのアフィン開部分多様体 W が存在して W ⊂ U1 ∩ U2 となる。従って、これらの代数多様体に対応する座標環を考えると U1, U2 の座標環 A(U1), A(U2) は、W の座標環 A(W) に含まれている。したがって、これらの座標環の商体（アフィン代数多様体の座標環は整域である）はすべて一致する。したがって、X のアフィン開部分集合 U の座標環の商体は U の取り方によらず定まっている。この体を X の関数体 (function field) と呼び k(X) で表す。
X, Y を代数多様体とするとき、X の開部分多様体 U から Y への射 f: U → Y を有理写像 (rational map) と呼ぶ。別の開部分多様体 V ⊂ X から Y への射 g: V → Y に対して、 f と g が U ∩ V で一致するとき、f と g は同値な有理写像を定めると言う。有理写像の同値類を f: X -→ Y のように破線矢印で表す。同値類 f: X -→ Y に射 f: U → Y が属しているとき、f は U 上定義されると言う。
有理写像 f: X -→ Y が定義されるアフィン代数多様体 U を十分小さく取り、f(U) が Y のアフィン開部分多様体 V に含まれるようにすれば、f は座標環の間の準同型 f*: A(V) → A(U) を誘導する。商体に移れば、関数体の間の k-準同型 f*: k(Y) → k(X) が定まる。この準同型 f*: k(Y) → k(X) は、U, V の取り方によらず、有理写像 f（の同値類）のみによって定まる。
逆に、k-準同型 φ: k(Y) → k(X) は、X, Y の十分小さなアフィン開部分多様体の間の射を誘導するので、有理写像 f: X -→ Y を定める。このようにして、代数多様体の間の有理写像の同値類は、関数体の間の k-準同型と1対1に対応している。
有理写像 f: X -→ Y が関数体の同型 {\displaystyle k(X)\cong k(Y)} を誘導するとき、f は双有理写像 (birational map) であるという。二つの代数多様体 X, Y の間に双有理写像が存在するとき、X と Y は双有理同値 (birationally equivalent) であるという。同型な2つの代数多様体は双有理同値であるが、双有理同値な2つの代数多様体は同型とは限らない（概説参照）。

## 次元
幾何学の対象にとって次元の概念は非常に重要であるが、代数多様体の次元の定義は、多様体論の場合と比べるといくぶん考察を要する。
最も簡単に代数多様体の次元を定義するには次のようにすれば良い。すなわち、X を代数多様体とするとき、X の次元 (dimension) dim X を、その関数体 k(X) の k 上の超越次数 として定義する。すなわち、
{\displaystyle \dim X={\mbox{trans. deg}}_{k}\,k(X).}
これが直感的な次元の概念と一致することは次のように説明できる：k(X) の超越次元が n であるとき、k(X) は、n 変数の有理関数体 k(x1, ..., xn) の有限次代数拡大である。有理関数体 k(x1, ..., xn) はアフィン空間 {\displaystyle \mathbb {A} _{k}^{n}} の関数体と同型である。有限次拡大 {\displaystyle k(\mathbb {A} _{k}^{n})\subset k(X)} は、{\displaystyle \mathbb {A} _{k}^{n}} の「一般の点」での逆像が有限個の点となるような (generically finite) 有理写像 {\displaystyle X\to \mathbb {A} _{k}^{n}} と対応しているので、X と {\displaystyle \mathbb {A} _{k}^{n}} の次元は一致すべきであるが、{\displaystyle \mathbb {A} _{k}^{n}} の次元は当然 n であるべきだ。従って、X の次元は n = trans. deg k k(X) と定めるべきである。
この定義には、解決すべきいくばくかの問題がある。1つ目は、体 k が複素数体であるときの代数多様体は、滑らかな点（定義後述）の周りで複素多様体になるが（陰関数定理）、代数多様体としての次元の定義が複素多様体の次元の定義（すなわち、接空間のベクトル空間としての次元）と一致するかという問題である。この問題は上記の直感的説明を厳密化することで解決できる（次節接空間と滑らかさ参照）。
もうひとつの問題は、上の次元の定義は一般のスキームには拡張不能であるということである。一般のスキームの次元は、ネーター次元（可換環論のクルル次元; Krull diemension に対応）で定義される。以下、代数多様体のネーター次元を定義し、上記の次元の定義がネーター次元と一致することを説明する。代数多様体 X の閉部分集合の真の減少列
{\displaystyle X=Z_{0}\supset Z_{1}\supsetneq \cdots \supsetneq Z_{r}\supsetneq \cdots }
はそのアフィン開部分多様体に制限すると、そのイデアルの列
{\displaystyle I(Z_{0})\subsetneq I(Z_{1})\subsetneq \cdots \subset I(Z_{r})\subsetneq \cdots }
が対応する。アフィン代数多様体の座標環（あるいはアフィン代数多様体が定義されるアフィン空間に対応する多項式環）はネーター環であるので、このイデアルの昇鎖は有限の長さで止まる。代数多様体はアフィン開部分代数多様体の有限個の和集合であるので、結局、X の閉部分集合の列は有限の長さで止まる：
{\displaystyle X=Z_{0}\supset Z_{1}\supsetneq \cdots \supsetneq Z_{N}}（この列の長さを N とする）
X のこの性質を、位相空間 X はネーター空間 (noetherian space) であるという。X の任意の既約閉部分集合の真減少列の長さの最大値を X の（ネーター）次元という。可換環論（体上有限生成環の理論）によれば、アフィン代数多様体のネーター次元（すなわち、対応する座標環のクルル次元）は関数体の超越次数と一致することが知られているので、このことから、一般の代数多様体のネーター次元が上記の次元の定義と一致する。

## 接空間と滑らかさ
V を {\displaystyle \mathbb {A} _{k}^{n}} で定義されたアフィン代数多様体とし、そのイデアル I(V) が多項式 f1, ..., fm で生成されているとする。このとき、点 p = (a1, ..., an) に対して一次式 hi,pを
{\displaystyle h_{i,p}(x_{1},\ldots ,x_{n})=\sum _{j}{\frac {\partial f_{i}}{\partial x_{j}}}(p)\cdot (x_{j}-a_{j})}
で定義し、h1,p = ... = hm,p = 0 で定義される部分アフィン空間を V の p での（ザリスキー）接平面 (tangent space) といい、 TpV で表す。関数 δ: V → N を δ(p) = dim TpV で定義する。言い換えれば、
{\displaystyle \delta (p)=n-{\mbox{rank}}\left({\frac {\partial f_{i}}{\partial x_{j}}}(p)\right)}
と定義する。このとき、行列の階数が n − r 以下である事は、全ての (n − r + 1)-次の正方小行列の行列式が 0 になることなので、
{\displaystyle V(r)=\{p\in V\mid \delta (p)\geqslant r\}}
は V のザリスキー位相の閉集合になる。すなわち、δ はザリスキー位相に関して上半連続である。このことから、δ の最小値を d とすると、 Vsm = V \ V(d + 1) は開集合となる。V の点 p が Vsm に入るとき、V は p で非特異 (non-singular, regular)、あるいは、滑らか (smooth)  であるという。V = Vsm となるとき、V は非特異であるという。
点 p でのザリスキ接空間は、座標環 A(V) の点 p に対応する極大イデアル m を用いて、
{\displaystyle T_{p}V=(m/m^{2})^{\vee }}
と書ける。従って、接空間や関数 δ は V の「入れ物」となるアフィン空間の取り方によらない。更に、上に現れた δ の最小値 d は実は V の次元にほかならない。V が {\displaystyle \mathbb {A} _{m}^{n}} の中の超曲面である、すなわち、ひとつの方程式で定義されるアフィン代数多様体であるときは、d = n − 1 = trans. deg k k(V) は明らかである。一般の V に対しては、ネーターの正規化補題によって、V は {\displaystyle \mathbb {A} _{k}^{d+1}} の中の超曲面と双有理同値になる。双有理同値で、d も関数体の超越次数も不変であるから、一般のアフィン代数多様体に対して d = dim V が言える。このことから、一般の代数多様体に対してもその点における非特異性が矛盾なく定義される。
ネーター局所環 (A, m) に対して、dim A をそのクルル次元として、関係式
{\displaystyle \dim A=\dim(m/m^{2})^{\vee }}
が成り立つとき、A は正則局所環であるという。従って、代数多様体 X がその点 p で非特異であることは、p を含む X のアフィン開部分多様体の座標環の点 p に対応する極大イデアルの局所化が正則局所環である事と言い換えられる。非特異性をこのように言い換える事によって非特異性は一般の（局所ネーター的）スキームに拡張される。